# 生田嘉宏
生田 嘉宏（いくた よしひろ、1968年12月28日 - ）は、おもに大阪で活動する広島県出身のDJ、キャスター 。現在はフリーてDJ活動。

## 人物
- 血液型:O型。
- DJネームは「CHUCKY（チャッキー）」
- 1989年MAHARAJA徳山でオープニングDJを務め、その後1991年から大阪に移りRADIO CITY、そしてDESSE JENNY でレギュラーDJとして活躍。2002年からは名古屋に拠点を移しCAFE ABIMEやPLATINUM名古屋でゲストDJとして活躍。2014年に帰阪してPLATINUM大阪のレギュラーDJを務めた後、2015年4月からはMAHARAJA大阪のレギュラーDJとして活躍、現在は2017年3月3日にオープンしたMAHARAJA MINAMIでチーフＤＪとして活躍。9月から2020年2月までMAHARAJA祇園でレギュラーＤＪを務めた後、現在はMAHARAJA大阪、BUDOYA大阪を中心に大阪、名古屋、東京とフリーでDJ活動中。
- 1997年からは競輪実況アナウンサーとして西日本の競輪場を中心に活動。担当した競輪場は四日市、松阪、大垣、岸和田、和歌山、奈良、福井、西宮、甲子園、玉野、広島、防府、高松、観音寺、小倉。その後スカイパーフェクTV の282chで放送「ケイリンライブ!282」のメインキャスターを担当。現在は実況はしていない。
- 小倉競輪場で行われるG1「競輪祭」の「競輪実況アナウンサーのファン投票」で第47回大会[1]から第52回大会まで連続で選出されている。

### 過去の出演番組
- ケイリンライブ!282（名古屋競輪、一宮競輪、大垣競輪、岐阜競輪の開催日 10:00-17:00/スカイパーフェクTV）2004年4月 - 2014年3月
- ケイリンダイジェスト!282（名古屋競輪、一宮競輪、大垣競輪、岐阜競輪の開催日 21:30-22:00/スカイパーフェクTV）2004年4月 - 2014年3月

岐阜fm
- AFTERNOON SEQUENCE(月曜 - 金曜　13:00-16:00/2001年4月 - 2002年3月)

fm愛知
- SATURDAY EVENING FLOW（土曜　18:00-20:00/2002年4月 - 2003年3月）

## 関連人物
- 長谷川満